# Chloormethine
Chloormethine, ook mechlorethamine, mustine, mitoxine of stikstofmosterd genoemd, is een geneesmiddel dat behoort tot de cytostatica. Het is een alkylerend middel, dat in staat is om een alkylgroep in het DNA van een cel in te bouwen, waardoor die zich niet meer kan delen. Het wordt gebruikt in de chemotherapie bij de behandeling van de ziekte van Hodgkin.
Chloormethine is ook een mosterdgas-analoog, dat als chemisch wapen (benaming: HN2) kan worden gebruikt. Het behoort tot de blaartrekkende gassen. De mogelijkheid om stikstofmosterd te gebruiken voor de behandeling van kanker werd tijdens de Tweede Wereldoorlog ontdekt. Bij een explosie in Bari werden militairen en burgers blootgesteld aan de gevolgen van mosterdgassen. Naderhand bleek bij de blootgestelde personen het beenmerg en het lymfevaatstelsel onderdrukt, met een vermindering van het aantal leukocyten (witte bloedcellen). Dat suggereerde de mogelijkheid om maligne lymfoom met stikstofmosterd te behandelen. Het was het begin van chemotherapie voor de behandeling van kanker. De resultaten werden pas na de oorlog gepubliceerd.